# Asplenium goadbyi
Asplenium goadbyi là một loài dương xỉ trong họ Aspleniaceae. Loài này được Copel. & Watts mô tả khoa học đầu tiên năm 1926.
Danh pháp khoa học của loài này chưa được làm sáng tỏ. 